# Acacia wilcoxii
Acacia wilcoxii é uma espécie de leguminosa do gênero Acacia, pertencente à família Fabaceae.